# Kalinik (Miclescu)
Kalinik, imię świeckie Constantin Miclescu (ur. 16 kwietnia 1822 w Suczawie, zm. 14 sierpnia 1886 w Bukareszcie) – rumuński biskup prawosławny, w latach 1875–1886 zwierzchnik Rumuńskiego Kościoła Prawosławnego.

## Życiorys
Pochodził z rodziny bojarskiej. Życie monastyczne rozpoczął w wieku dwudziestu lat w monasterze Huși, składając wieczyste śluby mnisze na ręce biskupa Huși Sofroniusza (swojego stryja) i przyjmując imię zakonne Kalinik. 23 kwietnia 1843 został wyświęcony na hierodiakona, zaś 30 listopada 1848 – na hieromnicha. Przed 1855 otrzymał godność archimandryty. W 1851 został przełożonym monasteru Slatina.
2 lutego 1855 został wyświęcony na biskupa Hariupoleos, wikariusza metropolii mołdawskiej. Nadal był przełożonym klasztoru Slatina, pozostał nim do 1858. W Malini otworzył szkołę dla dzieci z rodzin chłopskich. W 1857 zasiadał w mołdawskim dywanie ad-hoc, który oficjalnie podjął inicjatywę zjednoczenia Mołdawii i Wołoszczyzny. Ponownie kierował monasterem od 1861 do 1863. Kalinik zyskał zaufanie władcy zjednoczonych księstw naddunajskich Aleksandra Jana Cuzy, gdy poparł zainicjowaną przez niego sekularyzację majątków monasterskich, z tym, że uzyskane w ten sposób ziemie i fundusze powinny służyć rozwojowi miejscowych społeczności, m.in. szkolnictwu.
W 1865 na mocy dekretu księcia Aleksandra Jana Cuzy został ordynariuszem metropolii mołdawskiej. Był jednym z pierwszych hierarchów wyznaczonych na urzędy w ten sposób; ingerencja władcy zjednoczonych księstw naddunajskich wzbudziła protesty części duchowieństwa (tzw. „walka o kanoniczność”).
Po wymuszonej abdykacji Aleksandra Jana Cuzy w lutym 1866 Kalinik sceptycznie odnosił się do koncepcji powierzenia tronu zjednoczonych księstw władcy z zagranicy. Prawdopodobnie dlatego w kwietniu tego samego roku przyłączył się do spisku mającego na celu secesję Mołdawii. Brał udział w manifestacji separatystów w Jassach, rozpędzonej przez wojsko na rozkaz jednego z regentów Lascăra Catargiu. Został ranny; życie uratował mu diakon Ion Creangă.
W 1875 metropolita Kalinik objął urząd metropolity-zwierzchnika (rum. mitropolit-primat) Rumuńskiego Kościoła Prawosławnego. W okresie sprawowania przez niego urzędu na Uniwersytecie Bukareszteńskim utworzony został Wydział Teologiczny, zaś w 1882 powstała drukarnia cerkiewna. Również w okresie sprawowania przez niego urzędu Patriarchat Konstantynopolitański zgodził się na funkcjonowanie autokefalicznego Rumuńskiego Kościoła Prawosławnego w randze metropolii.